# Грибенинка
Грибе́нинка —  село в Україні, у Старокостянтинівській міській громаді Хмельницького району Хмельницької області. Населення становить 299 осіб. До 2020 орган місцевого самоврядування — Пашковецька сільська рада.

## Історія
7 (20) листопада 1917 року, відповідно до.Третього Універсалу Української Центральної Ради, увійшло до складу Української Народної Республіки.
12 червня 2020 року, відповідно до розпорядження Кабінету Міністрів України № 727-р «Про визначення адміністративних центрів та затвердження територій територіальних громад Хмельницької області», увійшло до складу Старокостянтинівської міської громади.
19 липня 2020 року, після ліквідації Старокостянтинівського району, село увійшло до Хмельницького району.

## Населення

### Мова
Розподіл населення за рідною мовою за даними перепису 2001 року:
| Мова            | Кількість | Відсоток |
| --------------- | --------- | -------- |
| українська      | 329       | 97.34%   |
| російська       | 8         | 2.37%    |
| інші/не вказали | 1         | 0.29%    |
| Усього          | 338       | 100%     |